# قضيبية الحميض المضمومة
قضيبية الحميض المضمومة (الاسم العلمي: Oxalobacter vibrioformis) هي نوع من البكتيريا، سلبية الغرام، تتبع القضيبيات الحميض.